# Senecio haworthii
Senecio haworthii is een plantensoort uit de composietenfamilie. De soort is endemisch  in Karoo in Zuid-Afrika.
De 10-25 cm hoge plant is een succulent die groeit in de volle zon tot lichte schaduw. De cilindrische bladeren zijn grijsviltig, de bloemen geel.
Ze bevat evenals veel andere kruiskruidsoorten alkaloïden zoals pyrolycidine.
In Europa wordt de plant wel als kamerplant gehouden. De plant dient te overwinteren bij minimaal 15 °C en tweemaal per maand water te krijgen. In de zomer, wanneer het heet is, heeft ze vaker water nodig. De plant kan gemakkelijk temperaturen tot 40 °C verdragen.

## Naam
De soort werd in 1803 voor het eerst beschreven door Adrian Hardy Haworth, en benoemd als Cacalia tomentosa Haw. Die naam was echter een later homoniem van Cacalia tomentosa Jacq. (1775), en dus niet geldig. Robert Sweet gaf de soort daarom in 1830 het nomen novum Cacalia haworthii Sweet. De naam verwijst naar de auteur van de eerste beschrijving. In 1845 plaatste Carl Heinrich Schultz de soort in het geslacht Senecio.

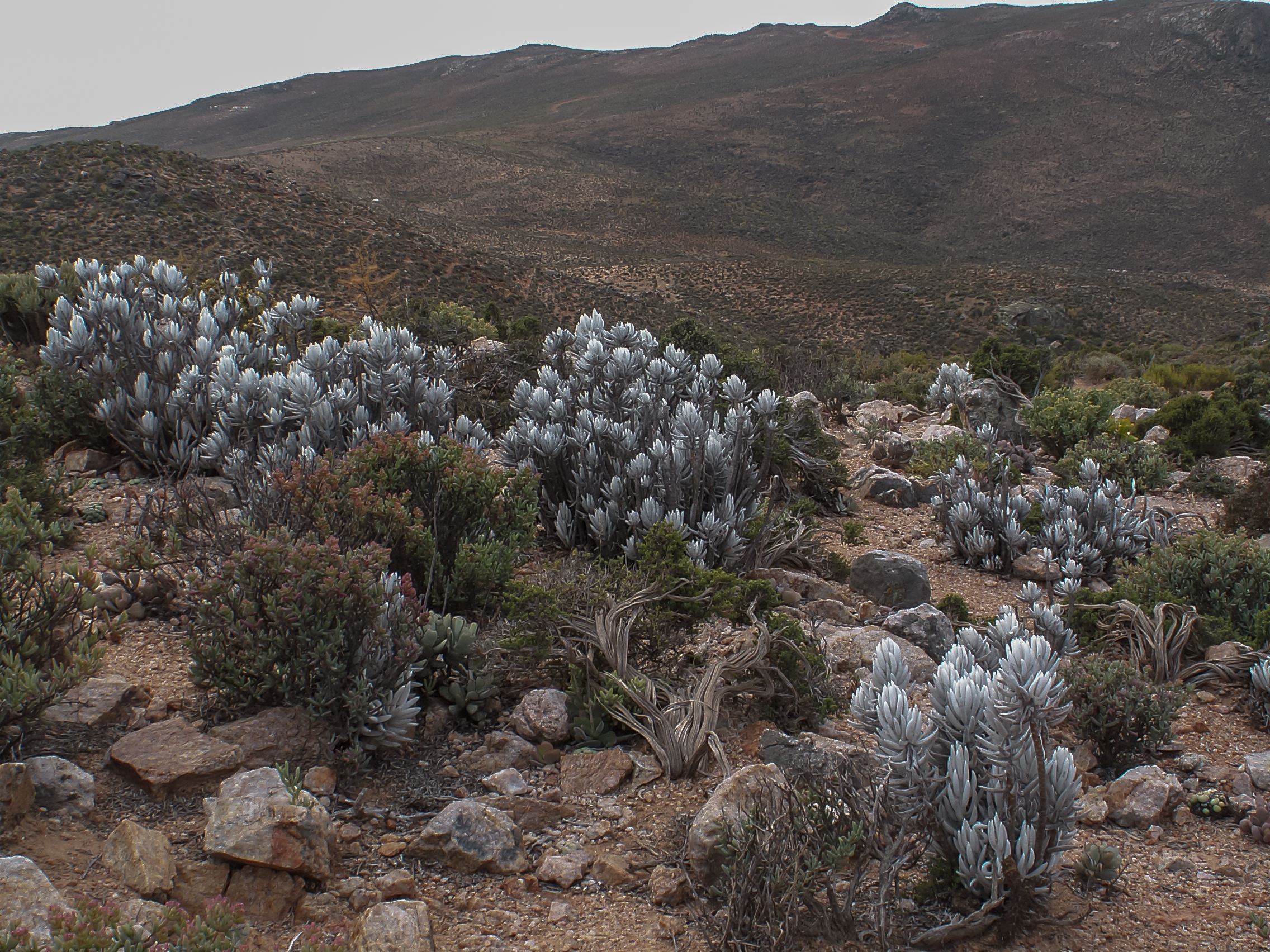
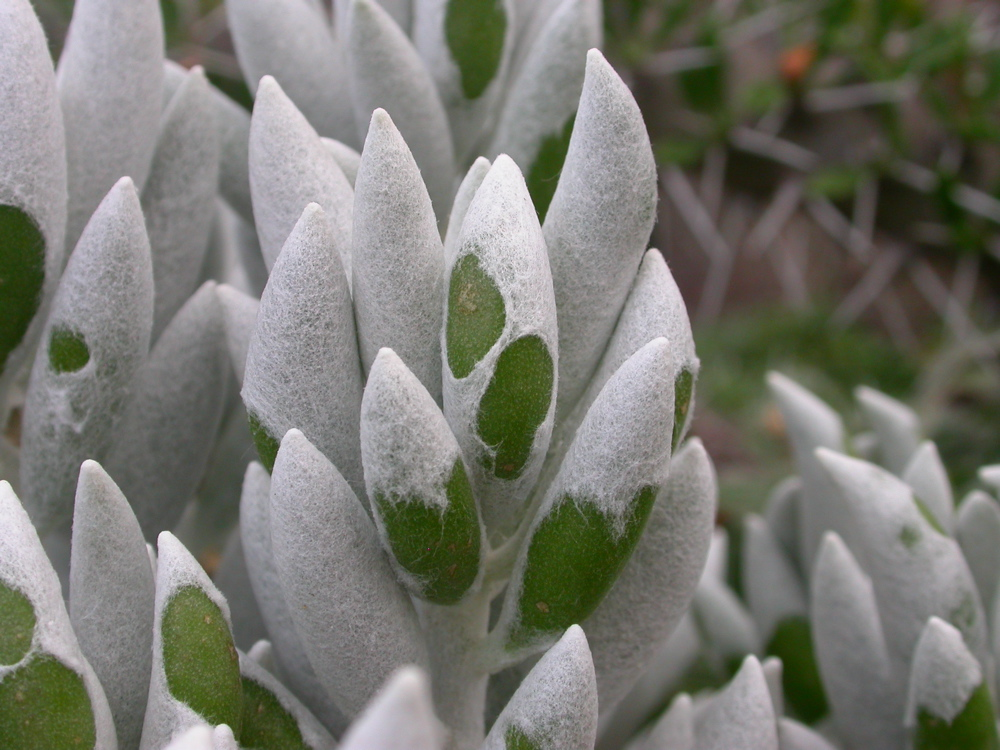

... · 
S. alpinus · 
S. bosniacus · 
S. doronicum · 
S. fluviatilis (Rivierkruiskruid) · 
S. glastifolius · 
S. halleri · 
S. haworthii · 
S. helenitis (Spatelkruiskruid) · 
S. inaequidens (Bezemkruiskruid) · 
S. incanus · 
S. keniensis · 
S. keniodendron · 
S. ovatus (Schaduwkruiskruid) · 
S. squalidus (Glanzend kruiskruid) · 
S. sylvaticus (Boskruiskruid) · 
S. triangularis · 
S. vernalis (Oostelijk kruiskruid) · 
S. viscosus (Kleverig kruiskruid) · 
S. vulgaris (Klein kruiskruid) · 
S. wootonii · 
...